# 1,4-Naphthochinon
1,4-Naphthochinon ist eine chemische Verbindung aus der Gruppe der Chinone. Sie ist eine der isomeren Naphthochinone, zu denen z. B. auch 1,2-Naphthochinon und 2,6-Naphthochinon gehören.

## Biologische Bedeutung
1,4-Naphthochinon bzw. sein Derivat Menadion (2-Methyl-1,4-naphthochinon) bildet die Grundstruktur der verschiedenen Vitamin-K-Verbindungen.

## Gewinnung und Darstellung
1,4-Naphthochinon kann durch katalytische Gasphasen-Oxidation von Naphthalin gewonnen werden. Im Labor wird stattdessen Chrom(VI)-oxid gelöst in 60 % Essigsäure benutzt.
Auch die Darstellung durch Oxidation von 1,4-Aminonaphthol, 1,4-Diaminonaphthalin oder 1-Naphthylamin-4-sulfonsäure ist möglich.

## Eigenschaften
1,4-Naphthochinon ist ein licht- und luftempfindlicher, bräunlichgrüner Feststoff mit charakteristischem Geruch. Er beginnt bei Temperaturen kleiner als 100 °C zu sublimieren und zersetzt sich bei höheren Temperaturen, wobei Kohlenmonoxid und Kohlendioxid entstehen.

## Verwendung
1,4-Naphthochinon wird als Härter für photochemisch vernetzbare Polyester und zur Herstellung von Polyesterharzen, Fungiziden, Algenbekämpfungsmitteln und Antioxidantien verwendet. Es dient als Zwischenprodukt für die Herstellung von Anthrachinon, Anthrachinon-Derivaten und Küpenfarbstoffen, als Polymerisationsregler bei der Herstellung von Synthesekautschuk und Polyacrylaten und als Korrosionsinhibitor.